# Annakurban Amanklychev
Annakurban Amanklychev (Annakurban Amanklitschew, russisch Аннакурбан Аманкличев, wiss. Transliteration Annakurban Amankličev) ist ein turkmenischer Menschenrechtsaktivist. Er wurde 2006 bis 2013 auf eine fingierte Anklage hin inhaftiert. Amnesty International bezeichnete ihn als „Prisoner of Conscience“ (Gefangener aus Gewissensgründen) und benannte seinen Fall 2011 als „priority case“.

## Verhaftung und Prozess
Annakurban Amanklychev arbeitete für die Turkmen Helsinki Foundation for Human Rights (THF), eine Organisation, die Menschenrechtsverletzungen in Turkmenistan öffentlich macht. Im Juni 2006 wurde er zusammen mit Sapardurdy Khadzhiev, einem weiteren THF-Mitarbeiter, und Khadzhievs Schwester Ogulsapar Muradova, einer Korrespondentin von Radio Liberty, verhaftet. Den dreien wurde zunächst Spionage für ausländische Geheimdienste vorgeworfen; Diese Anklage wurde später in „illegaler Erwerb, Besitz oder Verkauf von Munition oder Schusswaffen“ („the illegal acquisition, possession or sale of ammunition or firearms“) abgeändert. Amanklychevs Familie behauptet, dass die Polizei Patronen in sein Auto gesteckt habe, um falsche Beweise zu erbringen. Amnesty International, Front Line Defenders, Reporter ohne Grenzen, und Human Rights Watch haben alle die Anklagen als fingiert dargestellt.

## Inhaftierung
Amanklychev und Khadzhiev wurden jeweils zu siebenjährigen Haftstrafen verurteilt. Ogulsapar Muradova war zu sechs Jahren Haft verurteilt, verstarb aber nach zwei Wochen in Haft; ihre Kinder berichteten, dass eines ihrer Beine gebrochen war, ihre Arme Hinweise darauf lieferten, dass sie Injektionen bekommen hatte, und, dass Wundmale an ihrem Körper darauf hindeuteten, dass sie erwürgt worden sein. Reporter ohne Grenzen berichtet, dass Amanklychev und Khadziev in einem Hochsicherheitsgefängnis in Türkmenbaşy inhaftiert waren, welches für seine schlechten Haftbedingungen bekannt ist: „Die Region ist im Sommer extrem heiß und im Winter bitterkalt, und die Häftlinge sind gezwungen, unter solchen Bedingungen landwirtschaftliche Arbeiten zu verrichten … die Häftlinge verbringen ihre Zeit in schmutzigen, überfüllten Zellen ohne Zugang zu Trinkwasser. Die Qualität der wenigen Nahrungsmittel, die sie erhalten, ist schlecht.“
Am 11. Dezember 2010 forderte die UN-Arbeitsgruppe gegen willkürliche Inhaftierungen die sofortige Freilassung von Amanklychev und Khadziev und erklärte, dass ihre Inhaftierung einen Verstoß gegen das Völkerrecht darstelle.

## Entlassung
Amanklychev und Khadziev wurden am 16. Februar 2013 nach fast sieben Jahren Haft aus dem Gefängnis entlassen.